# Грейпвайн
Грейпвайн (от англ. Grapevine Knot — «виноградная лоза») — соединяющий узел для постоянного соединения, преимущественно применяемый в альпинизме для вязания альпинистских верёвочных петель (или для связывания вместе концов двух альпинистских верёвок равного диаметра для удлинения). Узел — особенно удобен при связывании петли для самостраховки (концы должны быть оставлены длиной не менее 10 диаметров верёвки). Применяют в альпинизме, скалолазании, арбористике.

## Способ завязывания

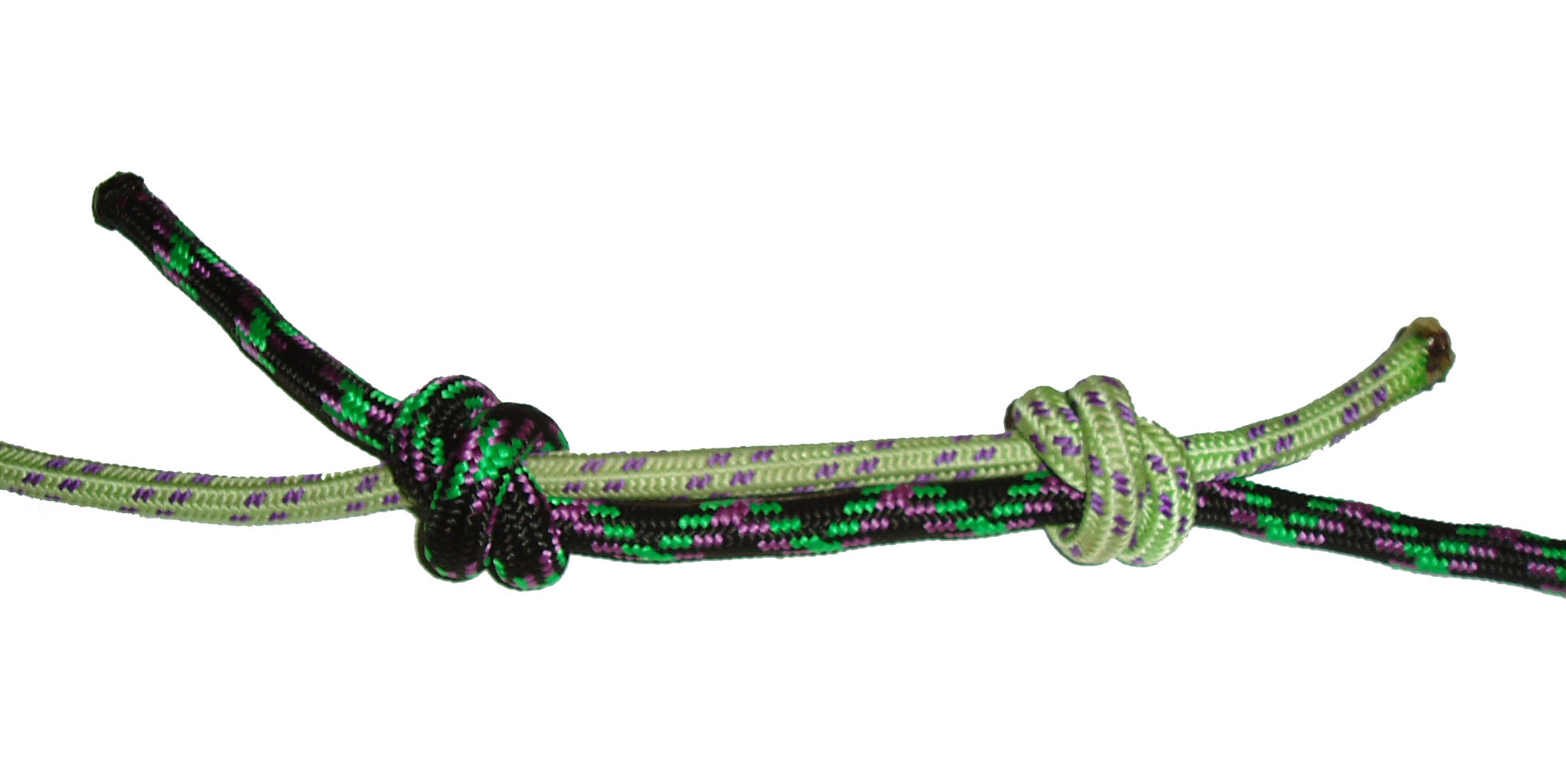
узел «грейпвайн» (двойной рыбацкий узел) до окончательного затягивания

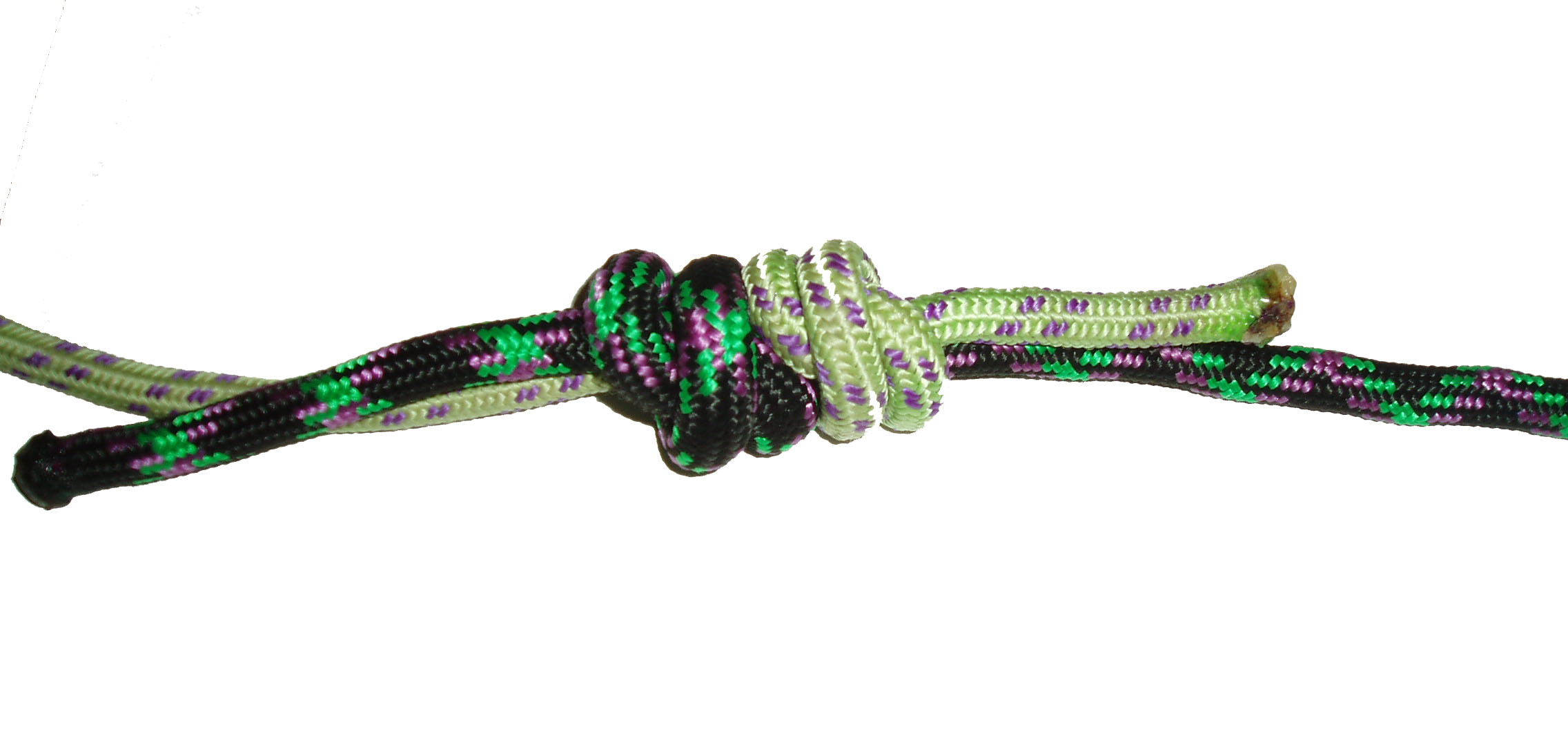
затянутый узел «грейпвайн» (двойной рыбацкий узел)

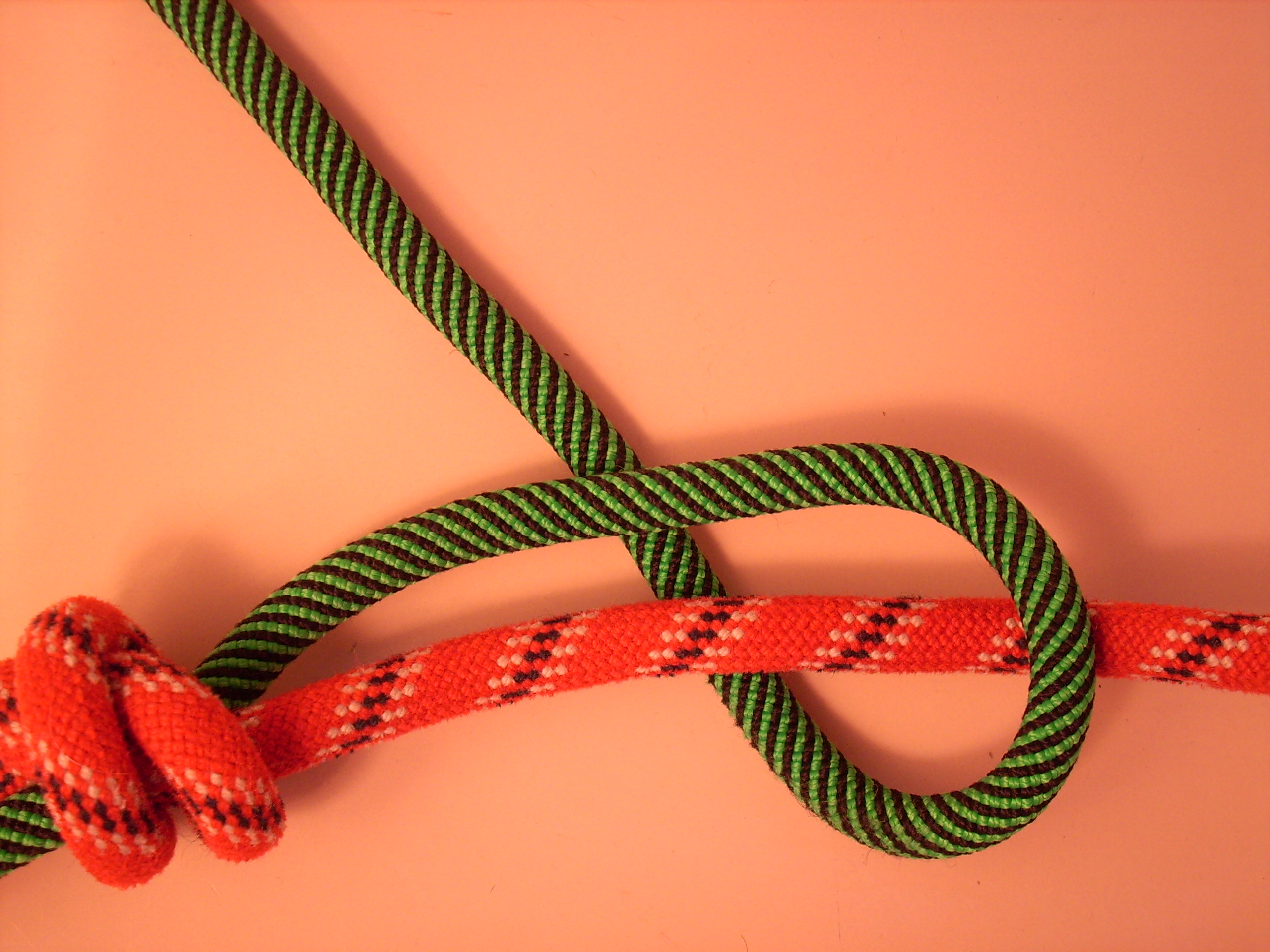
1. Сложить ходовые концы двух верёвок рядом друг с другом параллельно.
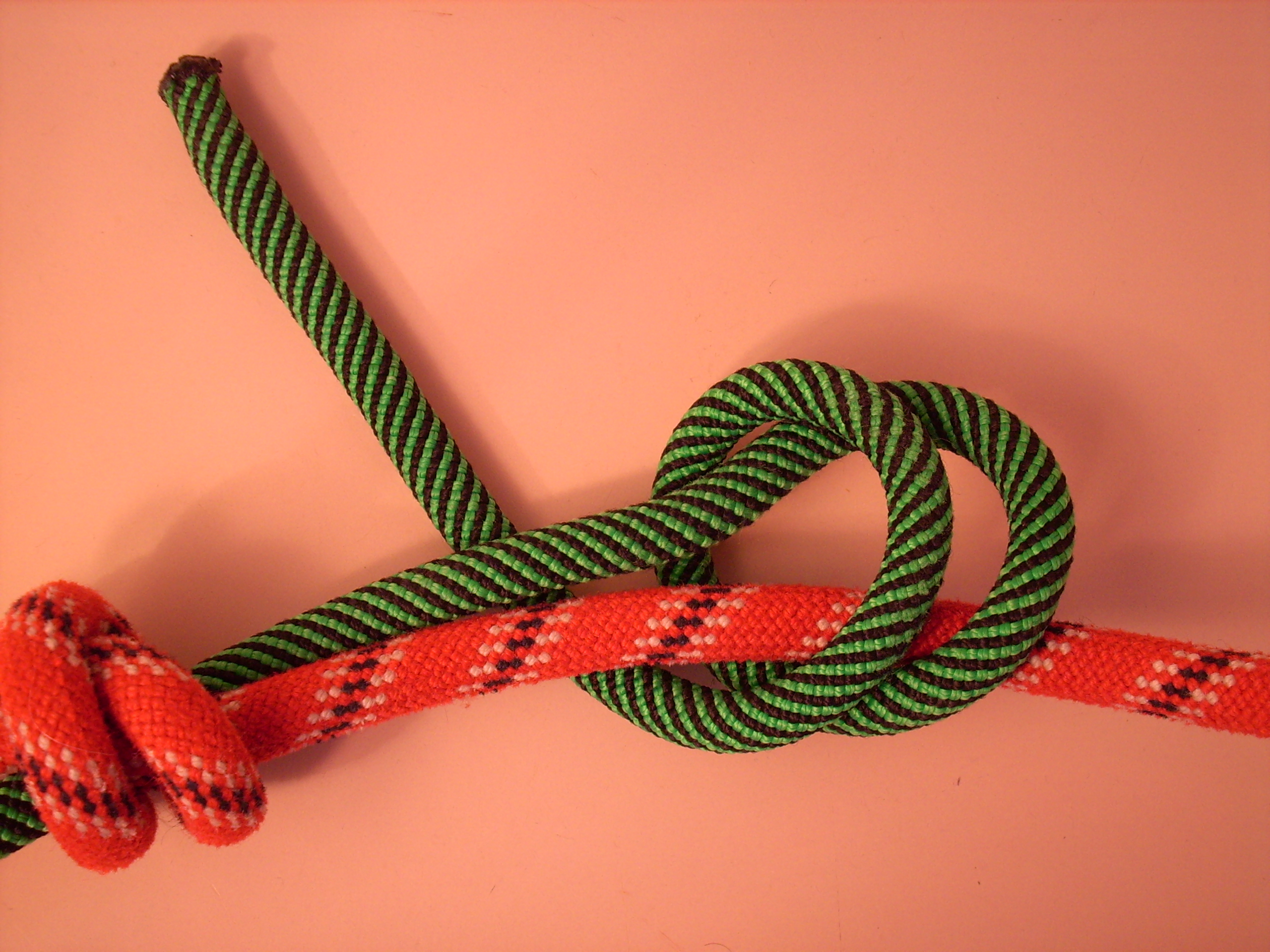
2. Завязать двойной простой узел правым концом к себе на коренном конце одной верёвки.
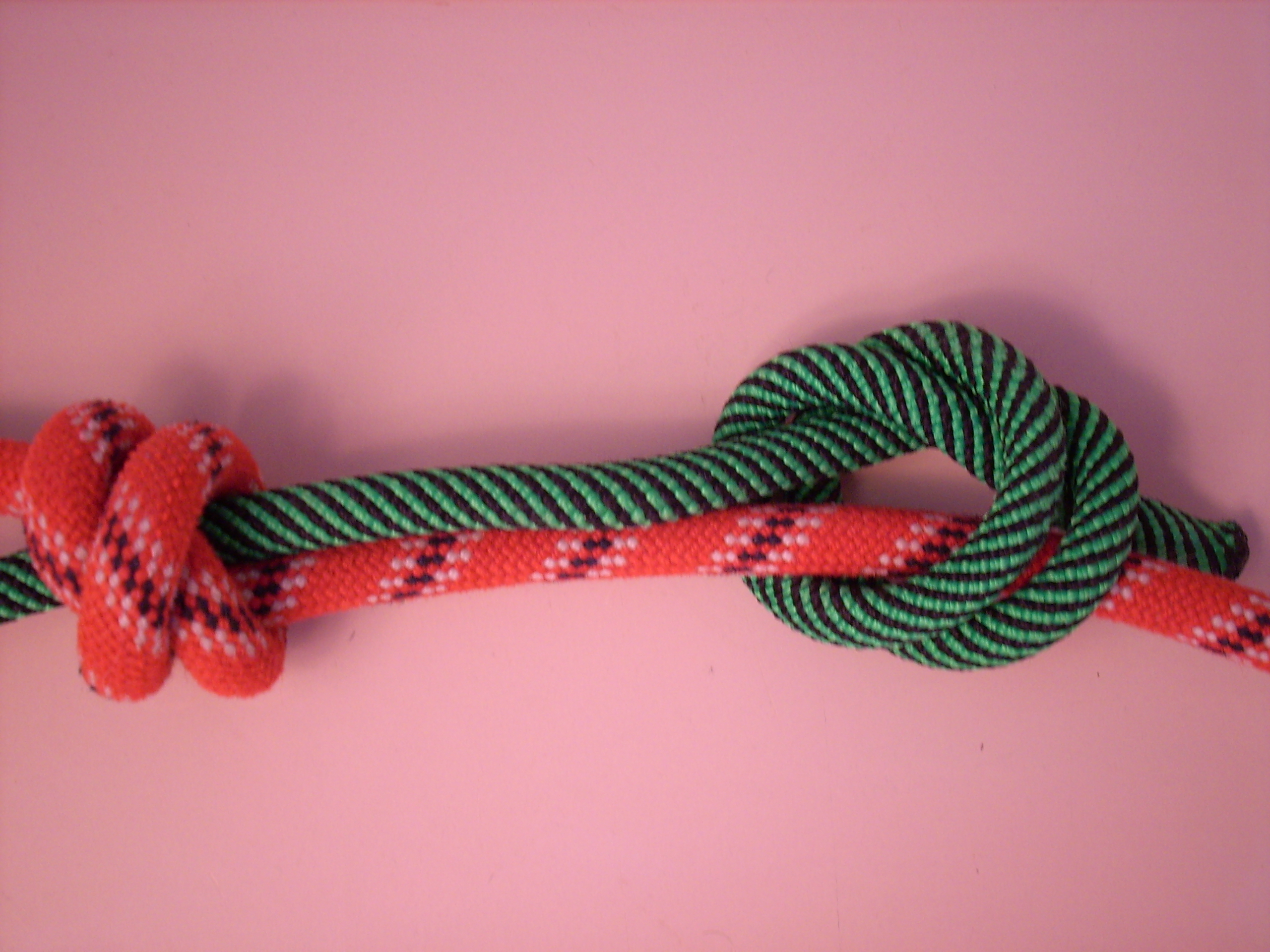
3. Завязать двойной простой узел левым концом от себя на коренном конце другой верёвки.
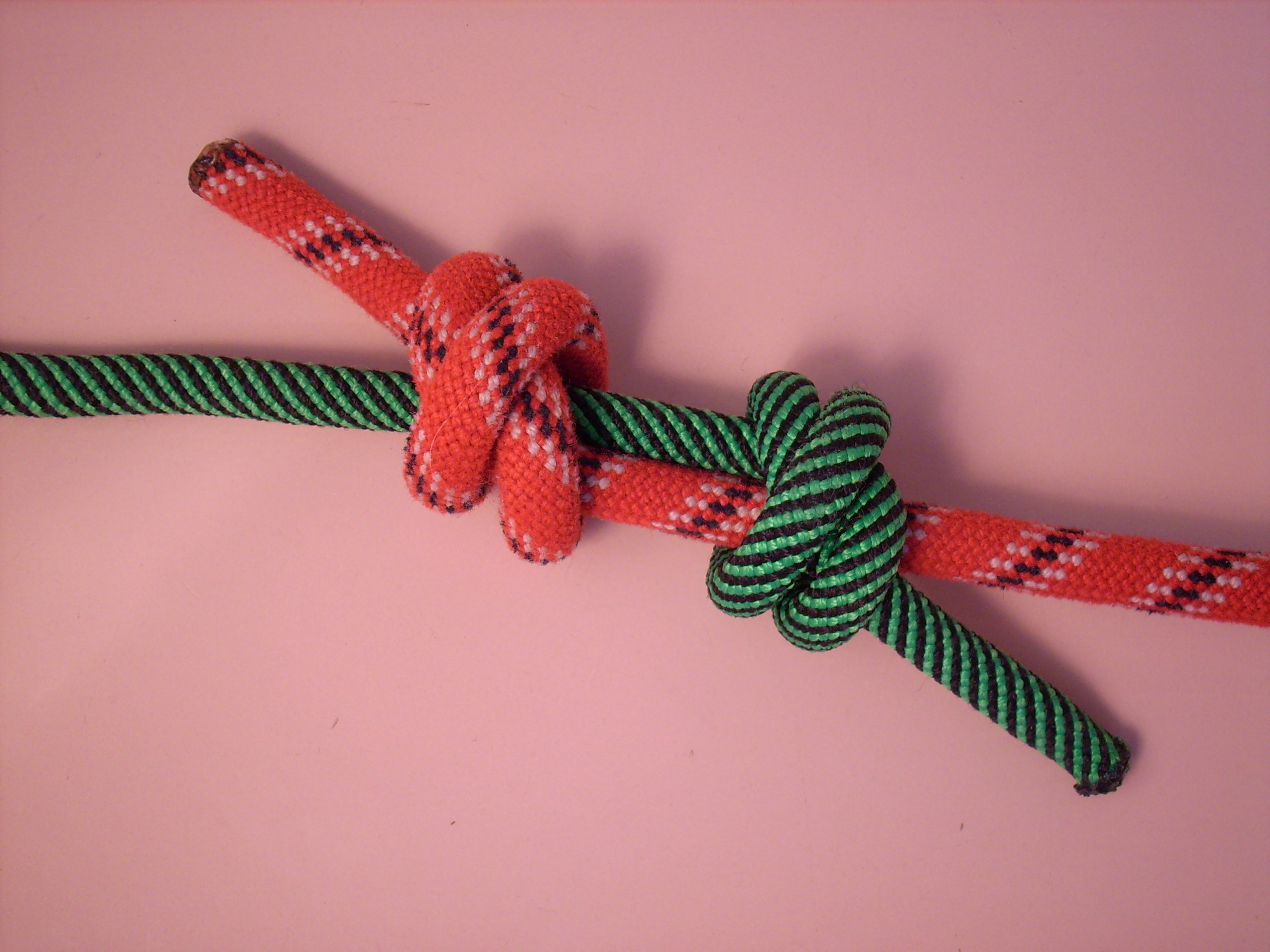
4. Затянуть узел, одновременно потянув за коренные концы обеих верёвок.

Ошибки при завязывании
- Если обе половины узла завязаны в одну и ту же сторону[26]
- Если используют троса разных диаметров или материалов

## Признаки
Плюсы
- Узел — надёжен[27]
- Узел — прочен[28]
- Не нуждается в контрольных узлах[29]

Минусы
- Под нагрузкой сильно затягивается[20] и после неё развязывать трудно (или вообще невозможно)
- Сравнительно сложно завязывать[30]
- Трудно определить правильность завязывания лишь по внешнему виду узла
- Легко ошибиться при завязывании

## Применение
В ткацком деле
- Для постоянного соединения вместе концов двух нитей в ткацком станке без намерения развязать после, также носит условное название «ткацкий» узел[16]

В рыболовстве
- Для соединения рыболовных лесок[31]. Ранее рыболовы завязывали узел, используя конский волос[32]

В альпинизме
- Узел — надёжен при соединении верёвок одинакового диаметра[23][33][34]
- Применяют также для вязки петель-оттяжек, петель для закладок[35]
- Для завязывания петли самостраховки[36]